# Relations entre l'Azerbaïdjan et la Pologne

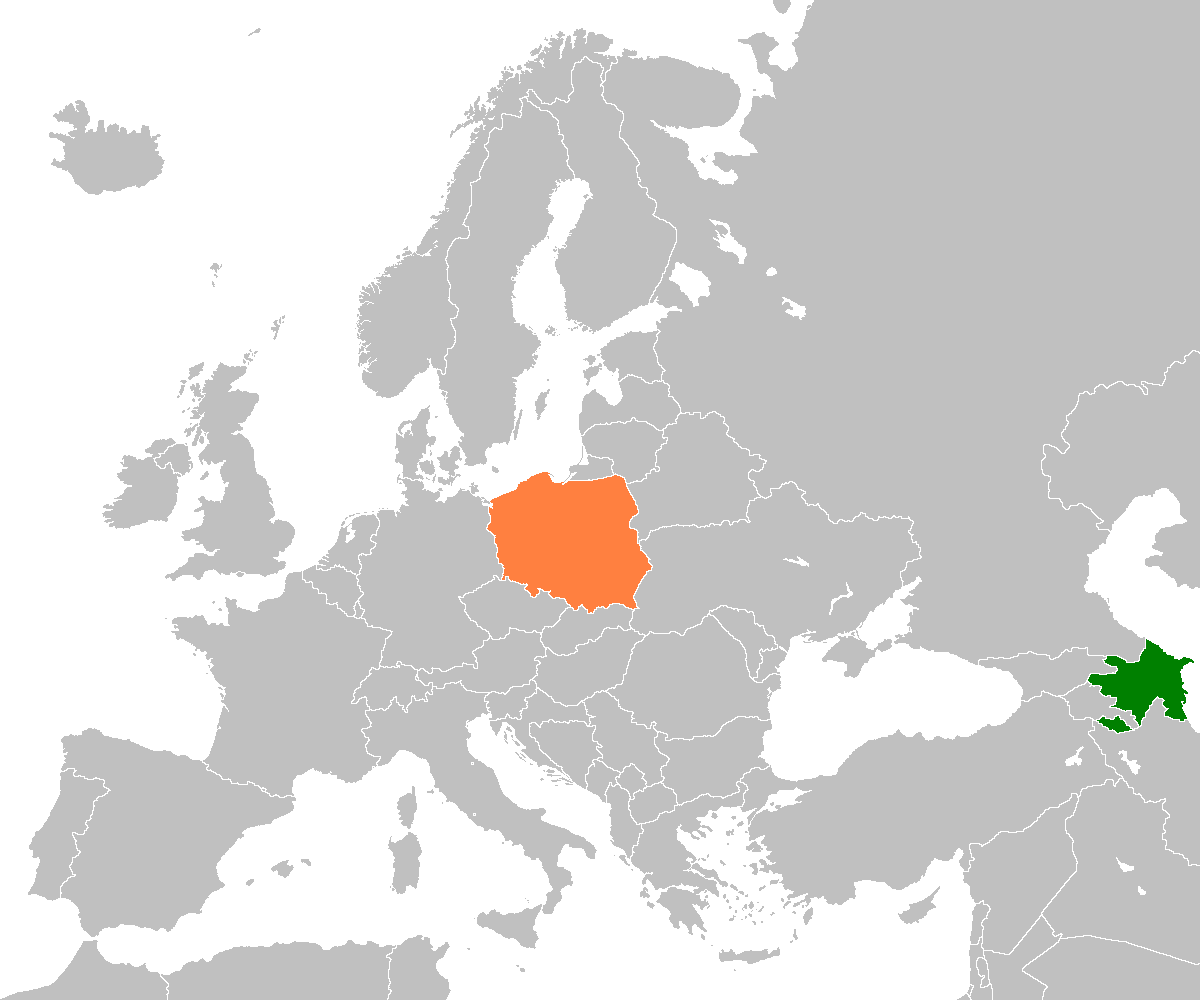

Les relations entre l'Azerbaïdjan et la Pologne sont des relations étrangères entre l'Azerbaïdjan et la Pologne. L'ambassade de Pologne a ouvert ses portes en Azerbaïdjan le 23 août 2001 et l'ambassade d'Azerbaïdjan en Pologne le 30 août 2004.  Les deux pays sont membres à part entière du Conseil de l'Europe et de l'Organisation pour la sécurité et la coopération en Europe (OSCE).
Les relations diplomatiques remontent au XVe siècle lorsque le dirigeant d'Aq Qoyunlu, Ouzoun Hassan a établi des relations diplomatiques avec Ladislas II Jagellon. À l'heure actuelle, plus d'un millier de Polonais se sont identifiés en Azerbaïdjan. 

## Relations historiques
Le polonais Ledinski et l'azerbaïdjanais Alimardan Toptchubachov ont fondé un groupe spécial à la Douma pour lutter pour l'autonomie de la Pologne et de l'Azerbaïdjan. Lorsque Mémméd Emin Rasulzade a fondé la République démocratique d'Azerbaïdjan en 1918, qui était la première république laïque et démocratique du monde musulman, le premier chef d'état-major de l'armée nationale est devenu le général polonais Maciej Sulkiewicz. Il est également à noter que Rasulzade est allé en Pologne en 1938 et qu'il a rencontré sa deuxième épouse Wanda qui était une nièce de l'homme d'État polonais Józef Piłsudski. Au cours du massacre de Katyn, Hamid Mahammadzadeh, membre de l'ethnie azérie du Corps des officiers polonais, faisait partie des 22 000 ressortissants polonais abattus par le NKVD, la police secrète soviétique, en 1940.

## Relations économiques
En 2008, pour la première fois dans l'histoire de ses relations économiques, l'Azerbaïdjan a enregistré un excédent commercial et le chiffre d'affaires des marchandises entre les deux pays a atteint 166,9 millions de dollars. La société "Sarmatiya" a été créée pour préparer les détails techniques du pipeline Bakou-Odessa-Brody-Płock-Gdańsk qui semblait être une légende depuis de nombreuses années. Il montre le rôle croissant de l'Azerbaïdjan pour assurer la sécurité énergétique de la Pologne.

## Relations culturelles
Au milieu du XIXe siècle, l'épopée héroïque azerbaïdjanaise Koroghlu a été traduit par Aleksander Chodźko et publié en anglais et en français. Varsovie reste le dernier endroit visité par Abbasgulu Bakikhanov avant sa retraite. Il a écrit un grand nombre de poèmes et son célèbre "Asrar al-Malakut" (Les secrets des cieux en langue arabe) à Varsovie.
Józef Gosławski et Józef Plośko sont connus pour être les architectes d'un certain nombre de bâtiments en Azerbaïdjan. Le palais Ismailiyya (1913) et l'actuel théâtre de marionnettes de Bakou en font partie.
L'imprimerie de sécurité polonaise a également soutenu l'année Chopin 2010 et l'année Milosz 2011 en Azerbaïdjan. Le Centre de langue et de culture polonaises de l'Université slave de Bakou a été inauguré le 9 novembre 2006. L'ingénieur polonais Pavel Pototsky a présenté le premier projet d'extraction de pétrole sur le plateau caspien et a assuré sa réalisation.